# 法勒

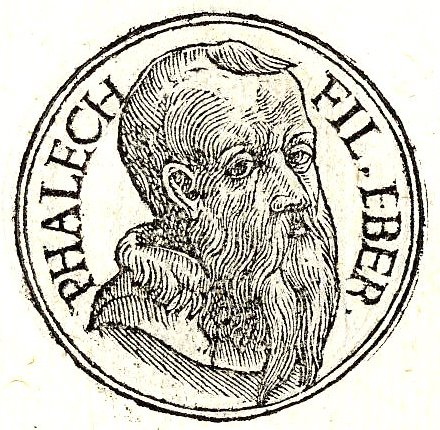
於1553年繪製法樂的圖像

法勒，（希伯來語פלג (דמות מקראית)Peleg ），天主教翻譯為“培肋格”，聖經創世紀中人物，諾亞子孙，相傳為閃的后代，希伯的儿子，约坍的兄弟，犹太人的始祖之一。